# Beatrix de Rethel
Béatrix de Rethel, fille d'Ithier, comte de Rethel et de Béatrice de Namur, née vers 1131, décédée le 30 mars 1185.

## Famille
Sa mère est fille de Godefroi Ier, comte de Namur, et d'Ermesinde de Luxembourg, sœur d'Henri l'Aveugle, comte de Namur et de Luxembourg, et d'Alix de Namur, épouse de Baudouin IV de Hainaut, le Bâtisseur. Elle est ainsi la grand-mère de Frédéric II, roi de Sicile et empereur germanique. 

## Biographie
Elle épouse, en 1151 ou 1152 Roger II, roi de Sicile dont c'est le troisième mariage,. Ce sont probablement des préoccupations dynastiques qui sont à l'origine de ce mariage : Roger II avait perdu quatre de ses cinq fils, et le cinquième veuf une seconde fois en septembre 1151 n'a pas d'héritier. De cette union naît le 26 février 1154 Constance de Hauteville, future épouse d'Henri VI, empereur romain germanique. Constance ne connaîtra jamais son père, mort durant le troisième mois de grossesse de Beatrix.
Elle meurt à Palerme le 30 ou 31 mars 1185, six mois après les fiançailles de sa fille et elle est inhumée dans la chapelle Sainte-Marie-Madeleine.